# GAZ-64
Il GAZ-64 era un veicolo 4x4 prodotto dalla GAZ (Gor'kovskij avtomobil'nyj zavod), succedendo al precedente GAZ-61. Il suo design è stato guidato da Vitaliy Grachev. Il processo di progettazione è stato eccezionalmente rapido, richiedendo solo poche settimane.
Il peso dell'auto era 1200 kg, il motore era un 3285 cm³, 4 cilindri in linea da 50 hp che la spingeva fino a 100 km/h. Il motore è stato prelevato direttamente dall'autocarro GAZ-MM. Inoltre, il GAZ-64 utilizzava anche molte altre parti già commerciali per praticità, facilità di manutenzione e riparabilità. Ad esempio, il suo telaio utilizzava molte parti del GAZ-61 e del GAZ-M1, ma in qualche modo modificate e rinforzate.
Più tardi, fu il GAZ-64 che servì come base per il veicolo militare corazzato BA-64, ma anche per il GAZ-67 modernizzato, che durò in produzione fino al 1953.